# رز سیاه

نماد آنارشیستی از رز سیاه

رز سیاه (به انگلیسی: Black rose) نمادی افسانه‌ای است که در افسانه‌ها با معانی و عنوان‌های مختلفی مانند رز مخملی سیاه، جادوی سیاه، بارکارول، زیبای سیاه، تاسکانی باشکوه و باکارا آمده است. رزهایی که معمولاً با نام رز سیاه شناخته می‌شوند قرمز بسیار تیره، ارغوانی یا آلبالویی هستند. رنگ سیاه رز می‌تواند با قرار دادن رز تیره رنگ در یک گلدان آب مخلوط با مرکب یا با راه‌های دیگری از قبیل سوزاندن حاصل شود.

## استفاده نمادین در سیاست
مقاله اصلی: آنارشیسم
رز سیاه نمادی از مرگ و نابودی است. انتشارات رز سیاه نام یک انتشارات آنارشیستی در مونترال کانادا است. هم‌چنین رز سیاه عنوان مجله‌ای بود که در دههٔ ۱۹۷۰ میلادی ایده‌های آنارشیستی را در ناحیهٔ بوستون چاپ می‌کرد. همین‌طور عنوان یک مجموعه سخنرانی‌های آنارشیستی بود که در دههٔ ۱۹۹۰ به‌وسیلهٔ عده‌ای از سوسیال لیبرال‌ها و آنارشیست‌ها به آنها اشاره می‌شد (مانند ماری بوکچین و نوام چامسکی).

## استفاده نمادین در دنیایموسیقی پاپ
در بسیاری از کارها به عنوان احساس راز آلود بودن خطر به کار رفته است. گاهی به عنوان نشان دادن حالت‌های عمیق‌تر از ناراحتی و نهایت عشق نیز در این نوع موسیقی کاربرد دارد.